# 村主 (カバネ)
村主または勝（すぐり）は、ヤマト政権のもとで行われた姓（かばね）の一つ。「主村」とも記す。

## 概要
語源は、「族長」を意味する古代朝鮮語に由来し、村落団体の首長が任命されたの地方官職名か、あるいは漢人(あやひと)集団の統率者の敬称ともいわれる。韓・漢からの帰化人（渡来人）系中小豪族に与えられ、5世紀から6世紀にかけて形成された技術を用いる漢人集団の統率者の敬称が、7世紀後半以降に姓へと転換したようである。
「村主」姓氏族のすべてが帰化人（渡来人）の後裔であり、なかでも漢氏系がもっとも多い。「坂上系図」に引用されている『新撰姓氏録』第二十三巻の逸文には、高向村主・桑原村主など、応神天皇の時代に阿知使主とともに渡来したとされる30の村主氏族が載せられている。
「村主」と同様に「すぐり」と読まれる姓に「勝」があるが、これは村主と性格を異にする。「村主」が東漢氏系列の氏族の姓であるのに対して、「勝」は秦氏の支配下にあった首長に与えられたものであり、『日本書紀』には、雄略天皇15年に秦氏の民が「臣」・「連」に恣意的に使役されていることを秦酒公が嘆いたため、天皇が秦の民を解放して酒公に下げ渡し、そのお礼にと酒公は「百八十種勝（ももあまりやそのすぐり）」を率いて、庸・調の絹・縑（かとり）を奉って、朝廷に積み上げた、という伝承が掲載されている。
また、日本の村主は、新羅の地方官職名「村主」とも直接的な関係はない。
天武天皇13年10月（684年）に八色の姓が制定され、制度としての「村主」姓は消滅した。